# Henri Guérin (esgrimidor)
Henri Guérin (París, 20 de mayo de 1905-Neuilly-sur-Seine, 11 de octubre de 1967) fue un deportista francés que compitió en esgrima, especialista en la modalidad de espada.
Participó en los Juegos Olímpicos de Londres 1948, obteniendo una medalla de oro en la prueba por equipos. Ganó dos medallas en el Campeonato Mundial de Esgrima en los años 1947 y 1950.

## Palmarés internacional
| Juegos Olímpicos   | Juegos Olímpicos      | Juegos Olímpicos | Juegos Olímpicos   |
| Año                | Lugar                 | Medalla          | Prueba             |
| ------------------ | --------------------- | ---------------- | ------------------ |
| 1948               | Londres (Reino Unido) | Medalla de oro   | Espada por equipos |
| Campeonato Mundial |                       |                  |                    |
| Año                | Lugar                 | Medalla          | Prueba             |
| 1947               | Lisboa (Portugal)     | Medalla de oro   | Espada por equipos |
| 1950               | Montecarlo (Mónaco)   | Medalla de plata | Espada por equipos |